# Lillie Glacier
Lillie Glacier är en glaciär i Antarktis. Den ligger i Östantarktis. Nya Zeeland gör anspråk på området. Lillie Glacier ligger 52 meter över havet.
Terrängen runt Lillie Glacier är varierad. Trakten är obefolkad. Det finns inga samhällen i närheten.